# Neolimonia caribaea
Neolimonia caribaea är en tvåvingeart som först beskrevs av Alexander 1933.  Neolimonia caribaea ingår i släktet Neolimonia och familjen småharkrankar.
Artens utbredningsområde är Kuba. Inga underarter finns listade i Catalogue of Life.